# Мочище (Бийск)
Мочище — упразднённый населённый пункт, ныне квартал в черте города Бийска Алтайского края России.

## География
Мочище было расположено в юго-западной части Бийска, вдоль коренного берега поймы реки Бия. В черте селения находился водоём Мочищенское, один из звеньев цепочки озёр-стариц реки Бии Ковалевское, Мочищенское, Теплое, Кругленькое. Исчезнувшее озеро Мочище (Мочищенское) — самое глубокое место бывшего русла Бии имело ширину около 100 метров и длину около километра. Старожилы помнят, что оно тянулось от переулка Донского до улицы Ударной вдоль односторонней улицы Севастопольской. Прибрежная часть этого озера вплоть до 1934 года не заселялась — вешние воды, переполняя, затопляли округу.

## История
Возникло как предместье к северо-западу от Бийска (от Казанки) и состояло из 45 кварталов, образующих 7 улиц и 5 переулков. Носило название Мочищенское (от слова «мочище» — болото) (Дегтярев Д. С.. Общая характеристика пригородной зоны малого сибирского города второй половины XIX — начала XX В. (на примере Бийска) // Известия АлтГУ. 2012. № 4-1 (76), с ссылкой на: Степанская Т. М. Архитектура Алтая. — Барнаул, 2006. С.64).
В 1911 г. выселок Мочище входил в состав прихода Градо-Бийской Александро-Невской церкви и находился в 3-х верстах от церкви (современная улица Красноармейская, 85).

## Инфраструктура
Частные дома, садовые участки.

## Транспорт
Мочище было доступно автотранспортом